# Saint-Julien-de-Cassagnas
Saint-Julien-de-Cassagnas é uma comuna francesa na região administrativa de Occitânia, no departamento de Gard. Estende-se por uma área de 4,46 km². Em 2010 a comuna tinha 727 habitantes (densidade: 163 hab./km²).